# North Dumdum
North Dumdum è una suddivisione dell'India, classificata come municipality, di 220.032 abitanti, situata nel distretto dei 24 Pargana Nord, nello stato federato del Bengala Occidentale. In base al numero di abitanti la città rientra nella classe I (da 100.000 persone in su).

## Geografia fisica
La città è situata a 22° 39' 08 N e 88° 25' 09 E.

## Società

### Evoluzione demografica
Al censimento del 2001 la popolazione di North Dumdum assommava a 220.032 persone, delle quali 112.868 maschi e 107.164 femmine. I bambini di età inferiore o uguale ai sei anni assommavano a 19.017, dei quali 9.602 maschi e 9.415 femmine. Infine, coloro che erano in grado di saper almeno leggere e scrivere erano 180.755, dei quali 96.522 maschi e 84.233 femmine.